# Cratere Cysatus
Cysatus è un cratere lunare di 47,77 km situato nella parte sud-occidentale della faccia visibile della Luna, a sud del cratere Moretus, ed a ovest il cratere Curtius. A causa della posizione molto meridionale, questo cratere, visto dalla Terra, appare piuttosto elongato.
Questo cratere ha una forma circolare, ma appare inusuale per la mancanza di caratteristiche. Non vi sono crateri degni di nota lungo il bordo o nel pianoro centrale, e le pendici interne non mostrano terrazzamenti. L'unica peculiarità è il ridotto spessore del bordo nordorientale. Il bordo sudoccidentale è parzialmente sovrapposto al margine del più grande cratere Gruemberger, raggiungendone il pianoro interno.
Il cratere è dedicato al matematico ed astronomo svizzero Johann Baptist Cysat, noto anche con il nome latinizzato di Cysatus.

## Crateri correlati
Alcuni crateri minori situati in prossimità di Cysatus sono convenzionalmente identificati, sulle mappe lunari, attraverso una lettera associata al nome.
| Cysatus | Coordinate           | Diametro (in km) |
| ------- | -------------------- | ---------------- |
| A       | 64°19′12″S 0°51′00″W | 13,47            |
| B       | 65°42′00″S 1°49′48″W | 8,19             |
| C       | 63°53′24″S 0°28′12″E | 26,67            |
| D       | 65°10′12″S 6°04′48″W | 5,01             |
| E       | 66°37′12″S 1°17′24″W | 48,59            |
| F       | 64°01′48″S 3°40′48″W | 4,1              |
| G       | 65°39′00″S 0°25′48″W | 6,09             |
| H       | 66°51′36″S 0°01′12″W | 9,04             |
| J       | 63°09′00″S 0°40′12″E | 10,11            |